# Núria Vilarrubla
Núria Vilarrubla García (* 9. März 1992 in La Seu d’Urgell) ist eine spanische Kanutin.

## Karriere
Núria Vilarrubla wurde 1992 in La Seu d’Urgell geboren. Im Alter von neun Jahren begann sie beim örtlichen Kanu- und Kajak-Verein, in dem auch ihre Familie schon lange aktiv ist, während eines Sommercamps mit dem Kanu-Sport. Im Jahr 2009 nahm sie erstmals an großen internationalen Wettkämpfen teil. Im Jahr 2015 konnte sie sowohl bei den Jugendeuropameisterschaften in Krakau (im K1-Wettbewerb), als auch bei den Jugendweltmeisterschaften in Foz do Iguaçu (sowohl im C1-Einzel als auch im Team) Gold mit nach Hause bringen.
Im Senioren-Bereich beschränken sich ihre Erfolge auf die Canadier-Wettbewerbe. So holte die Spanierin bei den Europameisterschaften 2016 in Liptovský Mikuláš Gold in der Einzelwertung, ein Jahr zuvor in Markkleeberg hatte sie im Team gewonnen. Bei Weltmeisterschaften reichte es bisher zweimal zur Vizeweltmeisterschaft im Team. 2019 wurde hierbei Spanien von Australien geschlagen, 2021 war einzig das tschechische Team stärker. Núria Vilarrubla nahm an den Olympischen Sommerspielen in Tokio teil und erreichte hier mit über 22 Sekunden Rückstand auf die Siegerin Jessica Fox den 8. Platz.